# MTV Europe Music Award al miglior video
L'MTV Europe Music Award al miglior video (MTV Europe Music Award for Best Video) è uno dei premi principali degli MTV Europe Music Awards, che viene assegnato dal 1994.

## Albo d'oro

### Anni 1990
| Anno | Vincitore                                                    | Nominati |
| ---- | ------------------------------------------------------------ | --- |
| 1994 | Whale — Hobo Humpin' Slobo Babe (diretto da Mark Pellington) | - Beastie Boys — Sabotage (diretto da Spike Jonze) - Enigma — Return to Innocence (diretto da Julien Temple) - MC Solaar — Nouveau Western (diretto da Stéphane Sednaoui) - U2 — Stay (Faraway, So Close!) (diretto da Wim Wenders e Mark Neale) |
| 1995 | Massive Attack — Protection (diretto da Michel Gondry)       | - Weezer — Buddy Holly (diretto da Michel Gondry) - Madonna — Human Nature (diretto da Jean-Baptiste Mondino) - Michael Jackson e Janet Jackson — Scream (diretto da Mark Romanek) - Therapy? — Loose (diretto da W.I.Z.)                        |
| 1997 | The Prodigy — Breathe (diretto da Walter Stern)              | - Blur — Song 2 (diretto da Sophie Muller) - The Chemical Brothers — Block Rockin' Beats (diretto da Dom and Nic) - Daft Punk — Around the World (diretto da Michel Gondry) - Radiohead — Paranoid Android (diretto da Magnus Carlsson)          |
| 1998 | Massive Attack —Teardrop (diretto da Walter Stern)           | - Aphex Twin — Come To Daddy (diretto da Chris Cunningham) - Beastie Boys — Intergalactic (diretto da Nathanial Hornblower) - Eagle Eye Cherry — Save Tonight (diretto da Jhoan Camitz) - Garbage — Push It (diretto da Andrea Giacobbe)         |
| 1999 | Blur — Coffee & TV (diretto da Hammer and Tongs)             | - Björk — All Is Full of Love (diretto da Chris Cunningham) - / George Michael feat. Mary J. Blige — As (diretto da Big TV!) - Fatboy Slim — Praise You (diretto da Spike Jonze) - Aphex Twin — Windowlicker (diretto da Chris Cunningham)       |

### Anni 2000
| Anno | Vincitore                                                                | Nominati |
| ---- | ------------------------------------------------------------------------ | --- |
| 2000 | Moby — Natural Blues (diretto da David LaChapelle)                       | - Blink-182 — All the Small Things (diretto da Marcos Siega) - Foo Fighters — Learn to Fly (diretto da Jesse Peretz) - Red Hot Chili Peppers — Californication (diretto da Jonathan Dayton e Valerie Faris) - Robbie Williams — Rock DJ (diretto da Vaughan Arnell)                                                              |
| 2001 | The Avalanches — Since I Left You (diretto da Blue Source)               | - Fatboy Slim — Weapon of Choice (diretto da Spike Jonze) - Gorillaz — Clint Eastwood (diretto da Jamie Hewlett e Pete Candeland) - Outkast — Ms. Jackson (diretto da F. Gary Gray) - Robbie Williams — Supreme (diretto da Vaughan Arnell)                                                                                      |
| 2002 | Röyksopp — Remind Me (diretto da H5)                                     | - Basement Jaxx — Where's Your Head At? (diretto da Traktor) - Eminem — Without Me (diretto da Joseph Kahn) - Primal Scream — Miss Lucifer (diretto da Dawn Shadforth) - The White Stripes — Fell in Love with a Girl (diretto da Michel Gondry)                                                                                 |
| 2003 | Sigur Rós — Untitled 1 (diretto da Floria Sigismondi)                    | - Missy Elliott — Work It (diretto da Dave Meyers) - Queens of the Stone Age — Go with the Flow (diretto da Shynola) - U.N.K.L.E. — Eye For An Eye (diretto da Shynola) - The White Stripes — Seven Nation Army (diretto da Alex and Martin)                                                                                     |
| 2004 | Outkast — Hey Ya! (diretto da Bryan Barber)                              | - The Cure — The End of the World (diretto da Floria Sigismondi) - Jay-Z — 99 Problems (diretto da Mark Romanek) - The Streets — Fit But You Know It (diretto da Dougal Wilson) - The White Stripes — The Hardest Button to Button (diretto da Michel Gondry)                                                                    |
| 2005 | The Chemical Brothers — Believe (diretto da Dom and Nic)                 | - Beck — E-Pro (diretto da Shynola) - Gorillaz — Feel Good Inc (diretto da Jamie Hewlett e Pete Candeland) - Rammstein — Keine Lust (diretto da Jörn Heitmann) - Gwen Stefani — What You Waiting For (diretto da Francis Lawrence)                                                                                               |
| 2006 | / Justice vs. Simian — We Are Your Friends (diretto da Rozan e Schmeltz) | - Gnarls Barkley — Crazy (diretto da Robert Hales) - OK Go — A Million Ways (diretto da Trish Sie e OK Go) - Pink — Stupid Girls (diretto da Dave Meyers) - Kanye West — Touch the Sky (diretto da Chris Milk) |
| 2007 | Justice — D.A.N.C.E (diretto da by Jonas and François)                   | - Bat for Lashes — What's a Girl to Do? (diretto da Dougal Wilson) - The Chemical Brothers — The Salmon Dance (diretto da Dom and Nic) - Foo Fighters — The Pretender (diretto da Sam Brown) - Justin Timberlake — What Goes Around... Comes Around (diretto da Samuel Bayer) - Kanye West — Stronger (diretto da Hype Williams) |
| 2008 | Thirty Seconds to Mars — A Beautiful Lie (diretto da Angakok Panipaq)    | - Madonna (feat. Justin Timberlake & Timbaland) — 4 Minutes (diretto da Jonas and François) - Santigold — L.E.S. Artistes (diretto da Nima Nourizadeh) - Snoop Dogg — Sensual Seduction (diretto da Melina e Steven Johnson) - Weezer — Pork and Beans (diretto da Mathew Cullen)                                                |
| 2009 | Beyoncé — Single Ladies (Put a Ring on It) (diretto da Jake Nava)        | - Shakira — She Wolf (diretto da Jake Nava) - Britney Spears — Circus (diretto da Francis Lawrence) - Eminem — We Made You (diretto da Joseph Kahn) - Katy Perry — Waking Up in Vegas (diretto da Joseph Kahn) |

### Anni 2010
| Anno | Vincitore                                                                             | Nominati |
| ---- | ------------------------------------------------------------------------------------- | --- |
| 2010 | Katy Perry (feat. Snoop Dogg) — California Gurls (diretto da Mathew Cullen)           | - Thirty Seconds to Mars — Kings and Queens (diretto da Bartholomew Cubbins) - / Eminem (feat. Rihanna) — Love the Way You Lie (diretto da Joseph Kahn) - Lady Gaga (feat. Beyoncé) — Telephone (diretto da Jonas Åkerlund) - Plan B — Prayin' (diretto da Daniel Wolfe)            |
| 2011 | Lady Gaga — Born This Way (diretto da Nick Knight)                                    | - Adele — Rolling in the Deep (diretto da Sam Brown) - Beastie Boys — Make Some Noise (diretto da Spike Jonze) - Beyoncé — Run the World (Girls) (diretto da Francis Lawrence) - Justice — Civilzation (diretto da Romain Gavras)                                                   |
| 2012 | Psy — Gangnam Style (diretto da Yang Hyun Suk)                                        | - Katy Perry — Wide Awake (diretto da Tony T. Datis) - Lady Gaga — Marry the Night (diretto da Lady Gaga) - M.I.A. — Bad Girls (diretto da Romain Gavras) - / Rihanna (feat. Calvin Harris) — We Found Love (diretto da Melina Matsoukas)                                           |
| 2013 | Miley Cyrus — Wrecking Ball (diretto da Terry Richardson)                             | - Lady Gaga — Applause (diretto da Inez & Vinoodh) - Robin Thicke (feat. T.I. & Pharrell Williams) — Blurred Lines (diretto da Diane Martel) - Thirty Seconds to Mars — Up in the Air (diretto da Bartholomew Cubbins) - Justin Timberlake — Mirrors (diretto da Floria Sigismondi) |
| 2014 | Katy Perry (feat. Juicy J) — Dark Horse (diretto da Mathew Cullen)                    | - / Iggy Azalea (feat. Rita Ora) — Black Widow (diretto da Director X e Iggy Azalea) - Kiesza — Hideaway (diretto da Blayre Ellestad e Kiesza) - Pharrell Williams — Happy (diretto da Yoann Lemoine) - Sia — Chandelier (diretto da Daniel Askill e Sia)                           |
| 2015 | Macklemore & Ryan Lewis — Downtown (diretto da Ryan Lewis, Macklemore e Jason Koenig) | - Kendrick Lamar — Alright (diretto da Colin Tilley e i Little Homies) - Sia — Elastic Heart (diretto da Sia e Daniel Askill) - Pharrell Williams — Freedom (diretto da Paul Hunter) - Taylor Swift (feat. Kendrick Lamar) — Bad Blood (diretto da Grant Singer)                    |
| 2016 | / The Weeknd (feat. Daft Punk) — Starboy (diretto da Grant Singer)                    | - Beyoncé — Formation (diretto da Melina Matsoukas) - Coldplay — Up&Up (diretto da Vania Heymann e Gal Muggia) - Kanye West — Famous (diretto da Kanye West) - Tame Impala — The Less I Know the Better (diretto da Canada)                                                         |
| 2017 | Kendrick Lamar — Humble (diretto da Dave Meyers e The Little Homies)                  | - Foo Fighters — Run (diretto da Dave Grohl) - Katy Perry (feat. Migos) — Bon Appétit (diretto da Dent De Cuir) - Kyle (feat. Lil Yachty) — iSpy (diretto da Colin Tilley) - Taylor Swift — Look What You Made Me Do (diretto da Joseph Kahn)                                       |
| 2018 | / Camila Cabello (feat. Young Thug) — Havana (diretto da Dave Meyers)                 | - Ariana Grande — No Tears Left to Cry (diretto da Dave Meyers) - Childish Gambino — This Is America (diretto da Hiro Murai) - Lil Dicky (feat. Chris Brown) — Freaky Friday (diretto da Tony Yacenda) - The Carters — Apeshit (diretto da Ricky Saiz)                              |
| 2019 | Taylor Swift (feat. Brendon Urie) — Me! (diretto da Taylor Swift e Dave Meyers)       | - Ariana Grande — Thank U, Next (diretto da Hannah Lux Davis) - Billie Eilish — Bad Guy (diretto da Dave Meyers) - Lil Nas X (feat. Billy Ray Cyrus) — Old Town Road (Remix) (diretto da Calmatic) - / Rosalía e J Balvin (feat. El Guincho)— Con altura (diretto da Director X)    |

### Anni 2020
| Anno | Vincitore                                                                        | Nominati |
| ---- | -------------------------------------------------------------------------------- | --- |
| 2020 | / DJ Khaled (feat. Drake) – Popstar (diretto da Director X)                      | - Billie Eilish – Everything I Wanted (diretto da Billie Eilish) - Cardi B (feat. Megan Thee Stallion) – WAP (diretto da Colin Tilley) - / Karol G (feat. Nicki Minaj) – Tusa (diretto da Mike Ho) - Lady Gaga e Ariana Grande – Rain on Me (diretto da Robert Rodriguez) - Taylor Swift – The Man (diretto da Taylor Swift) - The Weeknd – Blinding Lights (diretto da Anton Tammi) |
| 2021 | Lil Nas X – Montero (Call Me by Your Name) (diretto da Lil Nas X e Tanja Muïn'o) | - Doja Cat (feat. SZA) – Kiss Me More (diretto da Warren Fu) - Ed Sheeran – Bad Habits (diretto da Dave Meyers) - / Justin Bieber (feat. Daniel Caesar & Giveon) – Peaches (diretto da Colin Tilley) - Normani (feat. Cardi B) – Wild Side (diretto da Tanja Muïn'o) - Taylor Swift – Willow (diretto da Taylor Swift)                                                               |
| 2022 | Taylor Swift – All Too Well: The Short Film (diretto da Taylor Swift)            | - Blackpink – Pink Venom - Doja Cat – Woman (diretto da Child) - Harry Styles – As It Was (diretto da Tanja Muïn'o) - Kendrick Lamar – The Heart Part 5 (diretto da Dave Free e Kendrick Lamar) - Nicki Minaj – Super Freaky Girl (diretto da Joseph Kahn) |
| 2023 | Taylor Swift – Anti-Hero (diretto da Taylor Swift)                               | - Cardi B e Megan Thee Stallion – Bongos (diretto da Tanja Muïn'o) - Doja Cat – Paint the Town Red (diretto da Nina McNeely) - Little Simz – Gorilla - Miley Cyrus – Flowers (diretto da Jacob Bixenman) - Olivia Rodrigo – Vampire (diretto da Petra Collins) - SZA – Kill Bill (diretto da Christian Breslauer)                                                                    |
| 2024 | Taylor Swift (feat. Post Malone) – Fortnight (diretto da Taylor Swift)           | - Ariana Grande – We Can't Be Friends (Wait for Your Love) (diretto da Christian Breslauer) - Charli XCX – 360 (diretto da Aidan Zamir) - Eminem – Houdini - Kendrick Lamar – Not like Us (diretto da Dave Free e Kendrick Lamar) - Lisa (feat. Rosalía) – New Woman (diretto da Dave Meyers)                                                                                        |